# Mirosław Karapyta
Mirosław Witold Karapyta (ur. 11 grudnia 1960 w Jarosławiu) – polski polityk, samorządowiec, nauczyciel akademicki, wojewoda podkarpacki (2007–2010), marszałek województwa podkarpackiego (2010–2013), radny sejmiku podkarpackiego.

## Życiorys
Ukończył studia na Wydziale Pedagogiki i Psychologii Uniwersytetu Marii Curie-Skłodowskiej w Lublinie. Następnie odbył dwuletnie studium w zakresie organizacji i zarządzania w Kolegium Ekonomiczno-Społecznym Katedry Samorządu Terytorialnego i Gospodarki Lokalnej Szkoły Głównej Handlowej w Warszawie. W 1996 był stypendystą Uniwersytetu Georgetown w Waszyngtonie. W 2002 uzyskał stopień doktora nauk humanistycznych w zakresie socjologii na Wydziale Nauk Społecznych Uniwersytetu Śląskiego.
W latach 1990–1999 pełnił funkcję dyrektora lubaczowskiej delegatury Kuratorium Oświaty w Przemyślu. W latach 2002–2005 był wicekuratorem oświaty w Rzeszowie. Od 2000 wykłada w szkołach wyższych, w tym na Uniwersytecie Rzeszowskim.
Z ramienia Polskiego Stronnictwa Ludowego w 2004 bez powodzenia kandydował do Parlamentu Europejskiego, a w 2005 i 2007 do Sejmu. 29 listopada 2007 został powołany na stanowisko wojewody podkarpackiego.
W latach 2002–2006 był radnym sejmiku podkarpackiego II kadencji, a w latach 2005–2006 wicemarszałkiem województwa podkarpackiego. W 2006 uzyskał mandat radnego III kadencji samorządu województwa.
W wyborach w 2010 ponownie został wybrany do sejmiku na IV kadencję. 30 listopada 2010, po uprzedniej rezygnacji z funkcji wojewody, został powołany na stanowisko marszałka województwa podkarpackiego.
W kwietniu 2013 zatrzymany, przedstawiono mu zarzuty w tym o charakterze korupcyjnym i płatnej protekcji. W tym samym miesiącu zadeklarował odejście z PSL. 27 maja tego samego roku został odwołany przez sejmik z funkcji marszałka województwa. We wrześniu 2014 został przyjęty do klubu radnych Sojuszu Lewicy Demokratycznej. Nie został umieszczony na liście w wyborach odbywających się dwa miesiące później.
Wyrokiem Sądu Rejonowego w Przemyślu z dnia 11 stycznia 2019 r. zmienionym 29 stycznia 2020 r. przez Sąd Okręgowy w Przemyślu polityk, nieprzyznający się do popełnienia zarzucanych mu przestępstw, został prawomocnie uznany za winnego m.in. wielokrotnego doprowadzenia groźbami oraz przemocą do innej czynności seksualnej oraz przestępstw o charakterze korupcyjnym i skazany na karę 3 lat pozbawienia wolności.
Wyróżniony tytułami honorowego obywatela Ropczyc, Lubaczowa i Cieszanowa. Od 1983 żonaty z Grażyną, nauczycielką i dyrektorką Szkoły Podstawowej w Nowej Grobli.

## Odznaczenia
- Krzyż Kawalerski Orderu Odrodzenia Polski – 2012[15]
- Srebrny Krzyż Zasługi – 2005[16]
- Brązowy Krzyż Zasługi – 1998[17]
- Krzyż Oficerski Orderu Zasługi – Węgry, 2009[18]
- Odznaka „Za zasługi dla Ratownictwa Górskiego” – 2011[19]